# California Custom Coach

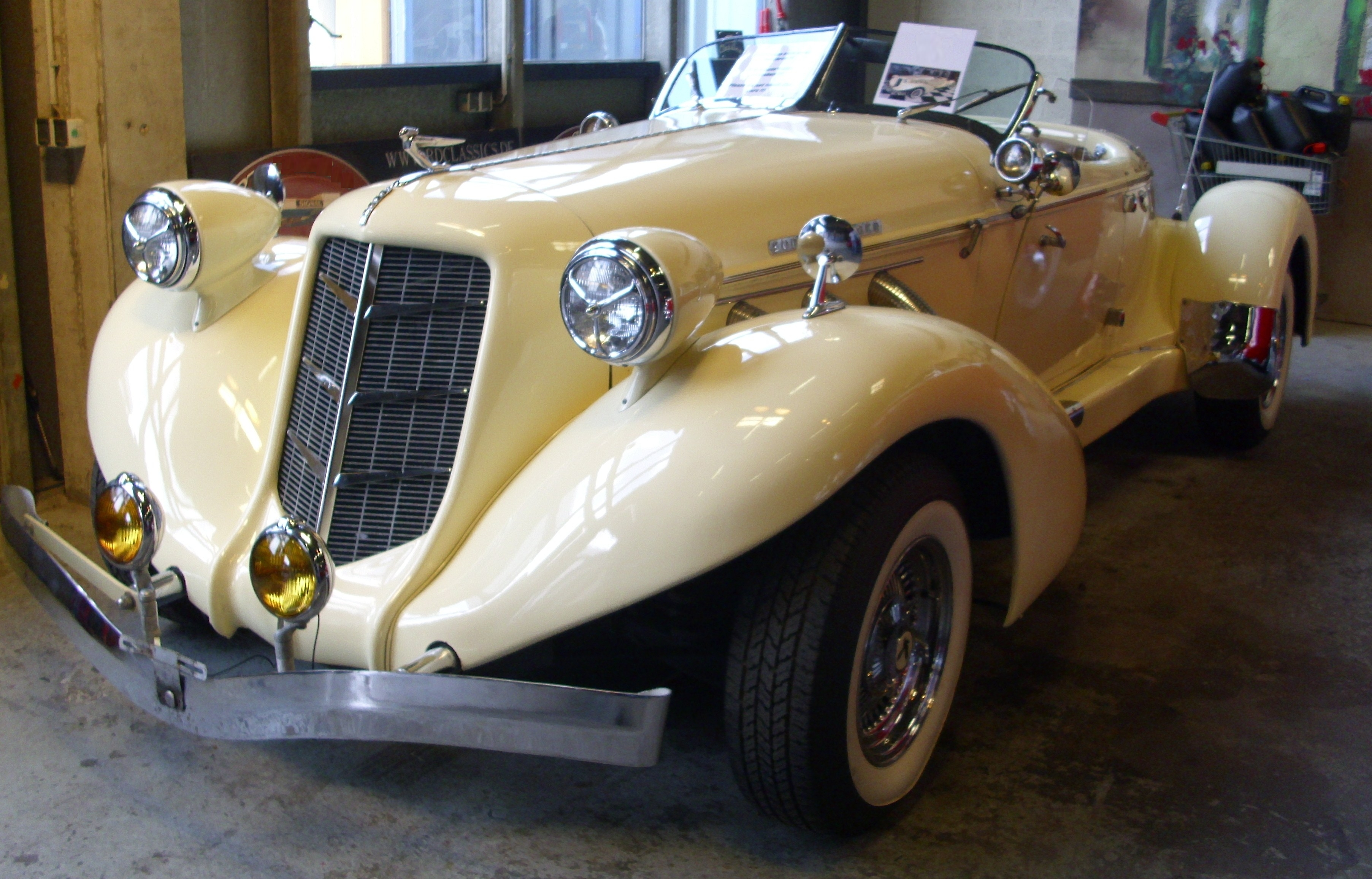
California Custom Coach 876 von 1978

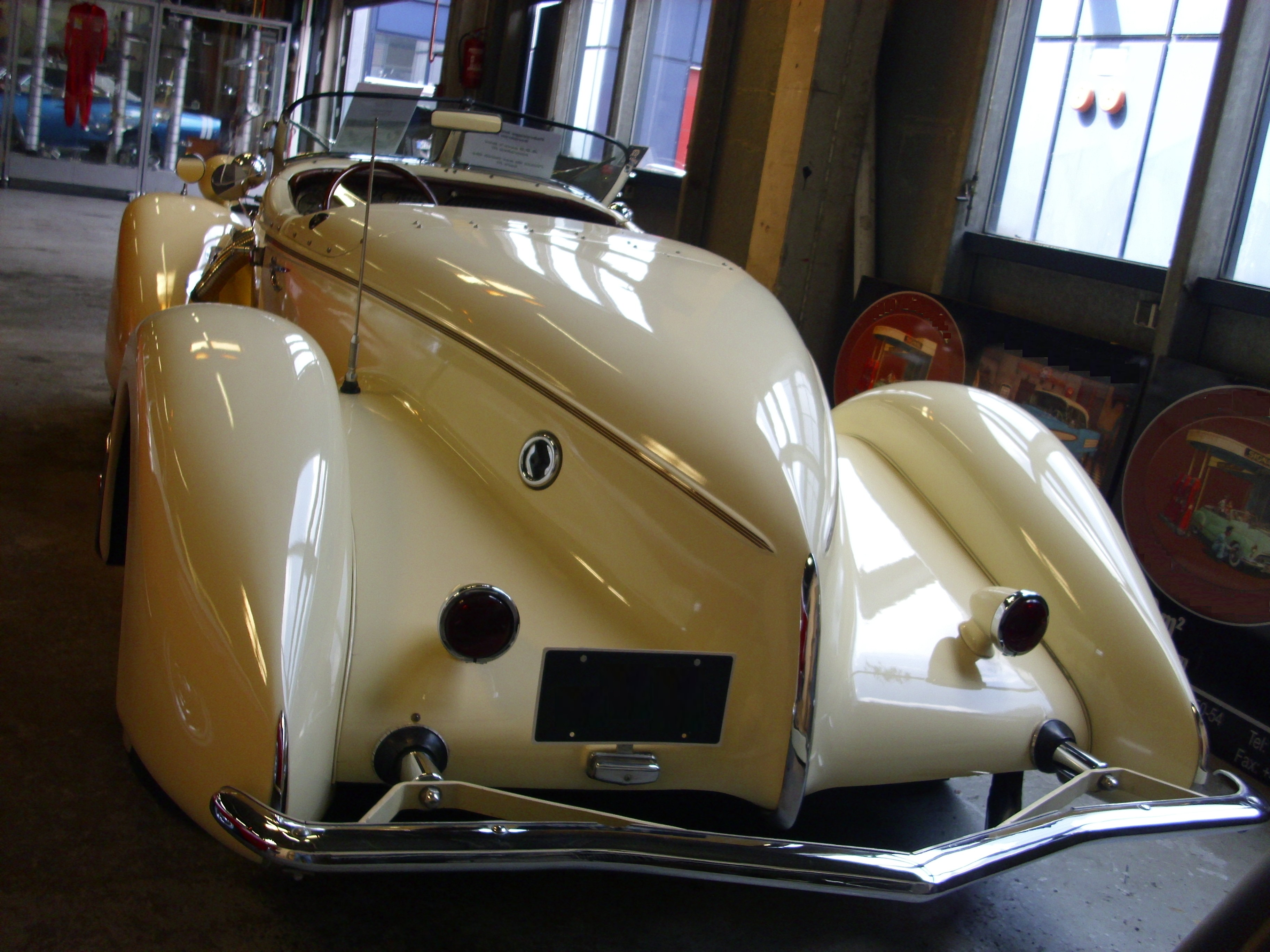
Heckansicht

California Custom Coach Inc. war ein US-amerikanischer Hersteller von Automobilen.

## Unternehmensgeschichte
Das Unternehmen wurde am 28. November 1975 in Pasadena in Kalifornien gegründet. Eine Quelle nennt zusätzlich die Städte Burbank und Irwindale, beide ebenfalls in Kalifornien. Es stellte Automobile und Kit Cars her. Der Markenname lautete California Custom Coach. 1988 endete die Produktion.
2010 wurden die Reste des Unternehmens verkauft.

## Fahrzeuge
Ein Modell war die Nachbildung eines Auburn. Die Basis bildete ein Fahrgestell von Ford. Darauf wurde eine zweisitzige Roadsterkarosserie montiert. Der Motor stammte ebenfalls von Ford. Ein deutscher Oldtimerhändler bot 2014 so ein Fahrzeug an.
Ein anderes Modell war eine viertürige Limousine. Dazu wurde ein Chevrolet Corvette verlängert.
Eine Quelle nennt außerdem die Nachbildung des Ferrari 365 GTB/4. Oldtimer Markt verglich eine solche Nachbildung, die eine deutsche Zulassung trägt, mit einem Original und gab einen Marktwert für die offene Ausführung von etwa 50.000 Euro an.